# Unione Sportiva Avellino 1984-1985
Questa voce raccoglie le informazioni riguardanti l'Unione Sportiva Avellino nelle competizioni ufficiali della stagione 1984-1985.

## Stagione

Franco Colomba, nell'occasione capitano degli irpini, alle prese con il polacco Żmuda in Avellino-Cremonese (2-0) del 17 febbraio 1985.

Nella stagione 1984-1985 arriva per l'Avellino la settima salvezza consecutiva. Dopo l'addio dell'allenatore Ottavio Bianchi la società ingaggia l'argentino Antonio Valentin Angelillo e riscatta a titolo definitivo il centravanti Ramón Díaz dal Napoli. Prima del campionato disputa il secondo girone di qualificazione della Coppa Italia, con sei punti si piazza in terza posizione, alle spalle di Inter e Pisa promosse agli ottavi di finale.
Dopo un buon girone di andata chiuso a 14 punti, i biancoverdi vengono risucchiati in zona retrocessione a metà girone di ritorno. Determinante per la salvezza si sono rivelati i risultati della ventisettesima giornata, quando i biancoverdi hanno la meglio (2-1) sulla Sampdoria, e sfruttando la sconfitta interna dell'Ascoli nello scontro diretto con l'Udinese, riescono a staccare gli ascolani di 2 punti che sono divenuti 4 la giornata successiva, dopo la vittoria di Roma (0-1) con la retrocessa Lazio.
Da ricordare il 13 gennaio 1985 la vittoria (2-1) sul Verona, futuro campione d'Italia, alla quindicesima giornata, l'ultima giornata del girone andata, quando in un Partenio innevato i lupi prevalsero con un gol di Angelo Colombo allo scadere: fu questa la prima sconfitta del campionato per gli scaligeri scudettati e l'unica subita in trasferta.

## Rosa

La squadra agli esordi estivi con la divisa biancoverde "stile ", poi rigettata nel prosieguo dell'annata.

| N. |                   | Ruolo | Calciatore         |
| -- | ----------------- | ----- | ------------------ |
|    | Italia (bandiera) | P     | Carmine Amato      |
|    | Italia (bandiera) | P     | Mariano Coccia     |
|    | Italia (bandiera) | P     | Mario Paradisi     |
|    | Italia (bandiera) | D     | Roberto Amodio     |
|    | Italia (bandiera) | D     | Armando Ferroni    |
|    | Italia (bandiera) | D     | Stefano Garuti     |
|    | Italia (bandiera) | D     | Biagio Grasso      |
|    | Italia (bandiera) | D     | Francesco Iannuzzi |
|    | Italia (bandiera) | D     | Davide Lucarelli   |
|    | Italia (bandiera) | D     | Giacomo Murelli    |
|    | Italia (bandiera) | D     | Salvatore Vullo    |
|    | Italia (bandiera) | D     | Giuseppe Zandonà   |
|    | Italia (bandiera) | C     | Angelo Alessio     |

| N. |                      | Ruolo | Calciatore                         |
| -- | -------------------- | ----- | ---------------------------------- |
|    | Italia (bandiera)    | C     | Pasquale Casale                    |
|    | Italia (bandiera)    | C     | Franco Colomba                     |
|    | Italia (bandiera)    | C     | Angelo Colombo                     |
|    | Italia (bandiera)    | C     | Fernando De Napoli                 |
|    | Italia (bandiera)    | C     | Antonio Germano                    |
|    | Italia (bandiera)    | C     | Marco Pecoraro Scanio              |
|    | Italia (bandiera)    | C     | Gian Pietro Tagliaferri (capitano) |
|    | Italia (bandiera)    | C     | Roberto Tavola                     |
|    | Perù (bandiera)      | A     | Gerónimo Barbadillo (vicecapitano) |
|    | Argentina (bandiera) | A     | Ramón Díaz                         |
|    | Italia (bandiera)    | A     | Paolo Alberto Faccini              |
|    | Italia (bandiera)    | A     | Pasquale Arturo Poliselli          |

## Risultati

### Serie A

#### Girone di andata
| Avellino 16 settembre 1984 1ª giornata | Avellino          | 0 – 0 | Roma | Stadio Partenio\| Arbitro: \| Pairetto (Torino) \| |
| Arbitro:                               | Pairetto (Torino) |       |      |                                                    |

| Arbitro: | Agnolin (Bassano del Grappa) |

|                                   |           |          |
| Altobelli 54’ (rig.) Pasinato 82’ | Marcatori | 42’ Diaz |

| Avellino 30 settembre 1984 3ª giornata | Avellino         | 0 – 0 | Juventus | Stadio Partenio\| Arbitro: \| Casarin (Milano) \| |
| Arbitro:                               | Casarin (Milano) |       |          |                                                   |

| Cremona 7 ottobre 1984 4ª giornata | Cremonese          | 0 – 0 | Avellino | Stadio Giovanni Zini\| Arbitro: \| Lombardo (Marsala) \| |
| Arbitro:                           | Lombardo (Marsala) |       |          |                                                          |

| Arbitro: | Paparesta (Bari) |

|                      |           |  |
| Colombo 27’ Diaz 72’ | Marcatori |  |

| Arbitro: | Ballerini (La Spezia) |

|           |           |  |
| Pecci 82’ | Marcatori |  |

| Arbitro: | Pairetto (Torino) |

|                                               |           |                  |
| Colombo 19’, 41’ Colomba 39’ (rig.) Vullo 84’ | Marcatori | 10’ A. Carnevale |

| Napoli 11 novembre 1984 8ª giornata | Napoli          | 0 – 0 | Avellino | Stadio San Paolo\| Arbitro: \| Magni (Bergamo) \| |
| Arbitro:                            | Magni (Bergamo) |       |          |                                                   |

| Avellino 18 novembre 1984 9ª giornata | Avellino       | 0 – 0 | Milan | Stadio Partenio\| Arbitro: \| Leni (Perugia) \| |
| Arbitro:                              | Leni (Perugia) |       |       |                                                 |

| Arbitro: | Lo Bello (Siracusa) |

|                              |           |                                            |
| Vella 11’, 46’ Strömberg 63’ | Marcatori | 70’ Faccini 76’ (rig.) Colomba 83’ Colombo |

| Arbitro: | Longhi (Roma) |

|            |           |                                   |
| Amodio 61’ | Marcatori | 3’, 72’ Dossena 33’ (rig.) Júnior |

| Arbitro: | Sguizzato (Verona) |

|            |           |  |
| Vialli 73’ | Marcatori |  |

| Arbitro: | Pairetto (Torino) |

|                      |           |  |
| Filisetti 74’ (aut.) | Marcatori |  |

| Arbitro: | Bianciardi (Siena) |

|               |           |                                    |
| Lucarelli 17’ | Marcatori | 22’ (rig.) Muller 72’ Corneliusson |

| Arbitro: | Redini (Pisa) |

|                                |           |                 |
| Volpati 32’ (aut.) Colombo 84’ | Marcatori | 38’ L. Marangon |

#### Girone di ritorno
| Arbitro: | Paparesta (Bari) |

|                   |           |  |
| Pruzzo 61’ (rig.) | Marcatori |  |

| Avellino 27 gennaio 1985 17ª giornata | Avellino       | 0 – 0 | Inter | Stadio Partenio\| Arbitro: \| Pieri (Genova) \| |
| Arbitro:                              | Pieri (Genova) |       |       |                                                 |

| Arbitro: | Lo Bello (Siracusa) |

|                         |           |          |
| Platini 35’ (rig.), 82’ | Marcatori | 74’ Diaz |

| Arbitro: | Casarin (Milano) |

|                                   |           |  |
| Montorfano 58’ (aut.) Colombo 89’ | Marcatori |  |

| Arbitro: | Pairetto (Torino) |

|                 |           |                              |
| Dirceu 37’, 79’ | Marcatori | 13’ Barbadillo 30’ De Napoli |

| Avellino 3 marzo 1985 21ª giornata | Avellino       | 0 – 0 | Fiorentina | Stadio Partenio\| Arbitro: \| Pieri (Genova) \| |
| Arbitro:                           | Pieri (Genova) |       |            |                                                 |

| Arbitro: | Lanese (Messina) |

|                                       |           |  |
| A. Ferroni 16’ (aut.) De Agostini 59’ | Marcatori |  |

| Arbitro: | Pieri (Genova) |

|  |           |                |
|  | Marcatori | 54’ Cafferelli |

| Arbitro: | Leni (Perugia) |

|                               |           |  |
| Di Bartolomei 29’ (rig.), 78’ | Marcatori |  |

| Arbitro: | Lanese (Messina) |

|                    |           |                  |
| Colomba 18’ (rig.) | Marcatori | 23’ Magnocavallo |

| Arbitro: | Ballerini (La Spezia) |

|                          |           |  |
| Serena 13’ Schachner 88’ | Marcatori |  |

| Arbitro: | Lo Bello (Siracusa) |

|                            |           |                    |
| Diaz 80’ Renica 86’ (aut.) | Marcatori | 47’ (rig.) Francis |

| Arbitro: | Redini (Pisa) |

|  |           |             |
|  | Marcatori | 87’ Colomba |

| Arbitro: | Lanese (Messina) |

|           |           |              |
| Vullo 26’ | Marcatori | 16’ Guerrini |

| Arbitro: | Testa (Prato) |

|                                                            |           |                      |
| Fanna 9’ Garuti 40’ (aut.) Galderisi 61’ (rig.) Larsen 90’ | Marcatori | 42’ Faccini 46’ Diaz |

### Coppa Italia

#### Primo turno
| Bologna 22 agosto 1984 1ª giornata | Bologna            | 0 – 0 | Avellino | Stadio Renato Dall'Ara\| Arbitro: \| Sguizzato (Verona) \| |
| Arbitro:                           | Sguizzato (Verona) |       |          |                                                            |

| Arbitro: | Pirandola (Lecce) |

|                   |           |                                 |
| Nobili 65’ (rig.) | Marcatori | 34’ (aut.) Spina 86’ Barbadillo |

| Arbitro: | Baldi (Roma) |

|                |           |  |
| A. Ferroni 83’ | Marcatori |  |

| Arbitro: | Casarin (Milano) |

|             |           |           |
| Faccini 57’ | Marcatori | 44’ Kieft |

| Arbitro: | Paparesta (Bari) |

|                                  |           |  |
| Amodio 44’ (aut.) Rummenigge 66’ | Marcatori |  |

## Statistiche

### Statistiche di squadra
| Competizione | Punti | In casa | In casa | In casa | In casa | In casa | In casa | In trasferta | In trasferta | In trasferta | In trasferta | In trasferta | In trasferta | Totale | Totale | Totale | Totale | Totale | Totale | DR |
| Competizione | Punti | G       | V       | N       | P       | Gf      | Gs      | G            | V            | N            | P            | Gf           | Gs           | G      | V      | N      | P      | Gf     | Gs     | DR |
| ------------ | ----- | ------- | ------- | ------- | ------- | ------- | ------- | ------------ | ------------ | ------------ | ------------ | ------------ | ------------ | ------ | ------ | ------ | ------ | ------ | ------ | -- |
| Serie A      | 25    | 15      | 6       | 7       | 2       | 16      | 9       | 15           | 1            | 4            | 10           | 11           | 24           | 30     | 7      | 11     | 12     | 27     | 33     | -6 |
| Coppa Italia | 6     | 2       | 1       | 1       | 0       | 2       | 1       | 3            | 1            | 1            | 1            | 2            | 3            | 5      | 2      | 2      | 1      | 4      | 4      | 0  |
| Totale       |       | 17      | 7       | 8       | 2       | 18      | 10      | 18           | 2            | 5            | 11           | 13           | 27           | 35     | 9      | 13     | 13     | 31     | 37     | -6 |

### Statistiche dei giocatori
| Giocatore       | Serie A  | Serie A | Serie A     | Serie A    | Coppa Italia | Coppa Italia | Coppa Italia | Coppa Italia | Totale   | Totale | Totale      | Totale     |
| Giocatore       | Presenze | Reti    | Ammonizioni | Espulsioni | Presenze     | Reti         | Ammonizioni  | Espulsioni   | Presenze | Reti   | Ammonizioni | Espulsioni |
| --------------- | -------- | ------- | ----------- | ---------- | ------------ | ------------ | ------------ | ------------ | -------- | ------ | ----------- | ---------- |
| A. Alessio      | 1        | 0       | ?           | ?          | ?            | ?            | ?            | ?            | 1+       | 0+     | ?           | ?          |
| R. Amodio       | 29       | 1       | ?           | ?          | ?            | ?            | ?            | ?            | 29+      | 1+     | ?           | ?          |
| G. Barbadillo   | 24       | 1       | ?           | ?          | ?            | ?            | ?            | ?            | 24+      | 1+     | ?           | ?          |
| P. Casale       | 14       | 0       | ?           | ?          | ?            | ?            | ?            | ?            | 14+      | 0+     | ?           | ?          |
| M. Coccia       | 1        | -4      | ?           | ?          | ?            | ?            | ?            | ?            | 1+       | -4+    | ?           | ?          |
| F. Colomba      | 29       | 4       | ?           | ?          | ?            | ?            | ?            | ?            | 29+      | 4+     | ?           | ?          |
| A. Colombo      | 30       | 6       | ?           | ?          | ?            | ?            | ?            | ?            | 30+      | 6+     | ?           | ?          |
| F. De Napoli    | 26       | 1       | ?           | ?          | ?            | ?            | ?            | ?            | 26+      | 1+     | ?           | ?          |
| R. Diaz         | 27       | 5       | ?           | ?          | ?            | ?            | ?            | ?            | 27+      | 5+     | ?           | ?          |
| P. Faccini      | 15       | 2       | ?           | ?          | ?            | ?            | ?            | ?            | 15+      | 2+     | ?           | ?          |
| A. Ferroni (II) | 26       | 0       | ?           | ?          | ?            | ?            | ?            | ?            | 26+      | 0+     | ?           | ?          |
| S. Garuti       | 13       | 0       | ?           | ?          | ?            | ?            | ?            | ?            | 13+      | 0+     | ?           | ?          |
| F. Iannuzzi     | 1        | 0       | ?           | ?          | ?            | ?            | ?            | ?            | 1+       | 0+     | ?           | ?          |
| D. Lucarelli    | 19       | 1       | ?           | ?          | ?            | ?            | ?            | ?            | 19+      | 1+     | ?           | ?          |
| G. Murelli      | 10       | 0       | ?           | ?          | ?            | ?            | ?            | ?            | 10+      | 0+     | ?           | ?          |
| M. Paradisi     | 29       | -29     | ?           | ?          | ?            | ?            | ?            | ?            | 29+      | -29+   | ?           | ?          |
| M. Pecoraro     | 13       | 0       | ?           | ?          | ?            | ?            | ?            | ?            | 13+      | 0+     | ?           | ?          |
| P. Poliselli    | 1        | 0       | ?           | ?          | ?            | ?            | ?            | ?            | 1+       | 0+     | ?           | ?          |
| G. Tagliaferri  | 25       | 0       | ?           | ?          | ?            | ?            | ?            | ?            | 25+      | 0+     | ?           | ?          |
| S. Vullo        | 22       | 2       | ?           | ?          | ?            | ?            | ?            | ?            | 22+      | 2+     | ?           | ?          |
| G. Zandonà      | 27       | 0       | ?           | ?          | ?            | ?            | ?            | ?            | 27+      | 0+     | ?           | ?          |